# زومیز
زومیز (انگلیسی: Zumiez) شرکت پوشاک آمریکایی است، که در سال ۱۹۷۸ تأسیس شد.